# Acutangle
En géométrie euclidienne, le terme acutangle qualifie un triangle ou un tétraèdre.

Un triangle équilatéral est un triangle acutangle

## Géométrie plane
Un triangle acutangle (ou plus simplement triangle aigu) est un triangle dont tous les angles sont aigus, par opposition au triangle obtusangle comportant un angle obtus (ainsi que deux angles aigus), et au triangle rectangle dont un angle est droit et les deux autres, aigus.
En géométrie euclidienne, la somme des mesures des angles intérieurs d'un triangle étant toujours égale à 180°, un triangle ne peut avoir que zéro ou un angle obtus. Un triangle est donc toujours soit obtusangle, soit acutangle, soit droit.
Cette distinction entre les triangles est particulièrement importante car certains théorèmes ne s'appliquent qu'à un seul type de triangles, ou s'appliquent différemment selon le type concerné.
Contrairement au triangle obtusangle, pour un triangle acutangle, le centre du cercle circonscrit et l'orthocentre sont à l'intérieur du triangle.

## Condition sur les côtés
Trois nombres réels {\displaystyle 0<a\leqslant b\leqslant c} sont les côtés d'un triangle acutangle si et seulement si {\displaystyle c^{2}<a^{2}+b^{2}}.

## Autres conditions
- Un triangle est acutangle si et seulement si la somme des mesures en degré de deux de ses angles est toujours {\displaystyle >90^{\circ }}.
- Un triangle est acutangle si et seulement si {\displaystyle \cos {\widehat {A}}\cos {\widehat {B}}\cos {\widehat {C}}>0} (en effet un cosinus au plus peut être négatif).

Avec la formule {\displaystyle \cos {\widehat {A}}\cos {\widehat {B}}\cos {\widehat {C}}={\frac {p^{2}-(r+2R)^{2}}{4R^{2}}}}, où p est le demi-périmètre, r le rayon du cercle inscrit et R celui du circonscrit, on obtient  :
- Un triangle est acutangle si et seulement si {\displaystyle p>2R+r}.

## Exemples
Les faces d'un tétraèdre équifacial sont toujours acutangles ; la base d'un tétraèdre trirectangle est acutangle.

## Géométrie dans l'espace
Considérons un tétraèdre non aplati, et sa sphère circonscrite. Chaque face du tétraèdre est portée par un plan qui sépare la sphère en deux calottes : l'une d'elles est au moins aussi grande qu'un hémisphère. On parle de tétraèdre acutangle si :
le sommet opposé à chaque face est sur la grande calotte délimitée par le plan de la face.